# Изумрудный город
Изумру́дный го́род (англ. Emerald City) — вымышленный город из цикла повестей Лаймена Фрэнка Баума о сказочной стране Оз, а также написанных по их мотивам произведений Рут П. Томпсон, Джона Нейла и других. В странах бывшего СССР известен по произведениям Александра Волкова и других авторов.
Впервые город упоминается в первой книге цикла, «Удивительный волшебник из страны Оз» (1900). Он находится в волшебной стране Оз, сама же эта страна в сказках Баума расположена на далёком неизвестном континенте посреди непроходимой пустыни. Изумрудный город был построен по приказу Оза. Город окружает стена, а на башнях города сияют настоящие изумруды. Дорога из жёлтого кирпича соединяет город со страной Жевунов.

## В сказках Волкова
В странах бывшего СССР Изумрудный Город известен по произведениям Александра Волкова и других авторов. У Волкова город находится в Волшебной стране в Северной Америке, и помимо пустыни страна также окружена кольцом гор. Местоположение указано, в частности, в книге «Урфин Джюс и его деревянные солдаты».

## Захват Изумрудного города
Мотив вражеского захвата Изумрудного города неоднократно задействован в сказках Баума, Волкова и их продолжателей. Так, уже во 2-й повести Баума «Чудесная Страна Оз» (1904) Изумрудный город захвачен армией воинственных девушек под командованием генерала Джинджер. Позднее Баум обращается к теме нападения на Изумрудный город в одноимённой, 6-й книге сказочного цикла.
У советского автора Волшебной страны Александра Волкова попытки захвата Изумрудного города встречаются в четырёх из пяти продолжений первоначальной сказки: дважды на город движется войско Урфина Джюса, один раз агрессором выступает великанша-колдунья Арахна, а в заключительной книге цикла Изумрудный город подвергается налёту инопланетной эскадрильи. В раннем черновом варианте третьей сказки Волкова Изумрудный город тоже подвергся вражескому нашествию — его атаковало войско подземных королей, но в итоговой версии книги автор отказался от этого замысла.
Из сказок Волкова тема взятия Изумрудного города перекочевала в книги его продолжателей: в фэнтези-сериале Сергея Сухинова «Миры Изумрудного города» (1997—2003) взять штурмом столицу чудесного края пытается честолюбивая волшебница Корина, а в сказке «Лазурная фея Волшебной страны» Алексея Шпагина (2020) на Изумрудный город движется боевая армада мехамотов под началом коварного принца Чентурро.